# Korolówka (rejon czortkowski)
Korolówka (ukr. Королівка, Koroliwka) – wieś w rejonie czortkowskim obwodu tarnopolskiego, centrum silskiej rady.

## Historia
W II Rzeczypospolitej miejscowość była siedzibą gminy wiejskiej Korolówka w powiecie borszczowskim województwa tarnopolskiego. Znajdował się tu garnizon kompanii granicznej KOP „Korolówka”. W latach 30. w Korolówce działał Dom Polski TSL.
W czasie okupacji niemieckiej mieszkająca w Korolówce polska rodzina Sawickich ukrywała troje Żydów. W 1985 roku Instytut Jad Waszem podjął decyzję o przyznaniu Emilii, Janowi, Kazimierzowi i Nikodemowi Sawickim tytułu Sprawiedliwych wśród Narodów Świata. Z kolei rodzeństwo Emilia Puchała i Eugeniusz Koszyk ukrywało Jerzego Teperberga (uznani za Sprawiedliwych wśród Narodów Świata w 1985 roku).
W latach 1944–1945 nacjonaliści ukraińscy z OUN-UPA zamordowali tutaj 21 Polaków, w tym Emilię Sawicką i Nikodema Sawickiego.
Do 2020 w rejonie borszczowskim.
Wieś liczy 1094 mieszkańców. W pobliżu wsi znajduje się wejście do Jaskini Optymistycznej.

## Urodzeni
- Jakub Frank (1726–1791), prawdopodobnie urodził się tutaj lub w Buczaczu[7], twórca żydowskiej sekty frankistów
- Mieczysław Jastrun, poeta.